# Polimerização por transferência reversível de cadeia por adição-fragmentação

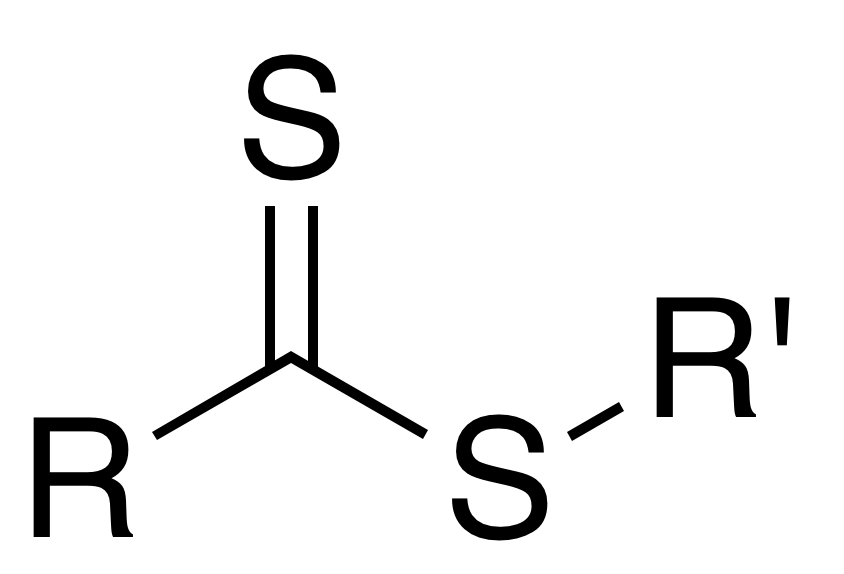
Figura 1. Estrutura de um tiocarboniltio.

Transferência reversível de cadeia por adição-fragmentação ou polimerização RAFT (da sigla em inglês para Reversible addition-fragmentation chain-transfer) é um dos vários tipos de polimerização radical por desativação reversível. Ela utiliza um agente de transferência de cadeia (CTA, da sigla em inglês para chain-transfer agent) na forma de um composto tiocarbonilotio (ou semelhante, de agora em diante denominado agent RAFT, ver Figura 1) para conferir controle sobre a massa molecular gerada e a polidispersão das cadeias durante uma polimerização de radical livre. Descoberta na Commonwealth Scientific and Industrial Research Organisation (CSIRO) da Austrália (Organização de Pesquisa Científica e Industrial da Commonwealth, tradução livre do inglês) em 1998, a polimerização RAFT é uma de várias técnicas de polimerização viva ou controlada, senda as outras a polimerização radical por transferência de átomos (ATPR, da sigla em inglês para atom transfer radical polymerization) e polimerização assistida por nitróxido (NMP, da sigla em inglês para nitroxide-mediated polymerization), etc. A polimerização por RAFT utiliza compostos de tiocarbônilo, como ditióis, tiocarbamatos e xantatos, para mediar a polimerização por meio de um processo de transferência de cadeia reversível. Assim como outras técnicas de polimerização radicalar controlada, as polimerizações por RAFT podem ser realizadas em condições que levem a uma baixa dispersão (distribuição estreita de massa molecular) e uma massa molecular pré-determinada. A polimerização por RAFT pode ser utilizada para projetar polímeros de arquiteturas complexas, tais como copolímeros em bloco lineares, polímeros em forma de pente, estrela, escova, dendrímeros e redes reticuladas.[carece de fontes?]

## Visão geral
Polimerização por transferência reversívelde cadeia por adição-fragmentação   (Polimerização RAFT, RAFT):
Polimerização radicalar por transferência de cadeia degenerativa, na qual a ativação e desativação da cadeia envolvem um processo de transferência de cadeia degenerativa que ocorre por meio de um mecanismo de adição-fragmentação em duas etapas. 
Observação 1: Exemplos de agentes RAFT incluem certos ditióis, tritiocarbonatos, xantatos (ditiocarbonatos) e ditiocarbamatos.
Observação 2: O RAFT com xantatos também é conhecido como MADIX (macromolecular design by interchange of xanthate).

### História
O processo de transferência de cadeia por adição-fragmentação foi relatado pela primeira vez no início dos anos 1970. No entanto, a técnica era irreversível, então os reagentes de transferência não podiam ser usados para controlar a polimerização radicalar naquela época. Nos primeiros anos, a transferência de cadeia por adição-fragmentação foi usada para auxiliar na síntese de polímeros com grupos funcionais nas extremidades.[carece de fontes?]
Os cientistas começaram a perceber o potencial da RAFT na polimerização radicalar controlada na década de 1980. Os macromonômeros eram conhecidos como agentes de transferência de cadeia reversível durante esse período, mas tinham aplicações limitadas na polimerização radicalar controlada.[carece de fontes?]
Em 1995, um passo chave na etapa de transferência de cadeia reversível "degenerativa" para a equilibração da cadeia foi trazido à atenção. A característica essencial é que o produto da transferência de cadeia também é um agente de transferência de cadeia com atividade similar ao agente de transferência precursor.
Atualmente, a polimerização por RAFT é principalmente realizada por agentes de transferência de cadeia de tiocarbônilo. Foi relatada pela primeira vez por Rizzardo et al. em 1998. O RAFT é um dos métodos mais versáteis de polimerização radicalar controlada, pois é tolerante a uma ampla gama de funcionalidades no monômero e no solvente, incluindo soluções aquosas. A polimerização por RAFT também tem sido realizada de forma eficaz em uma ampla faixa de temperatura.

### Componentes importantes da RAFT

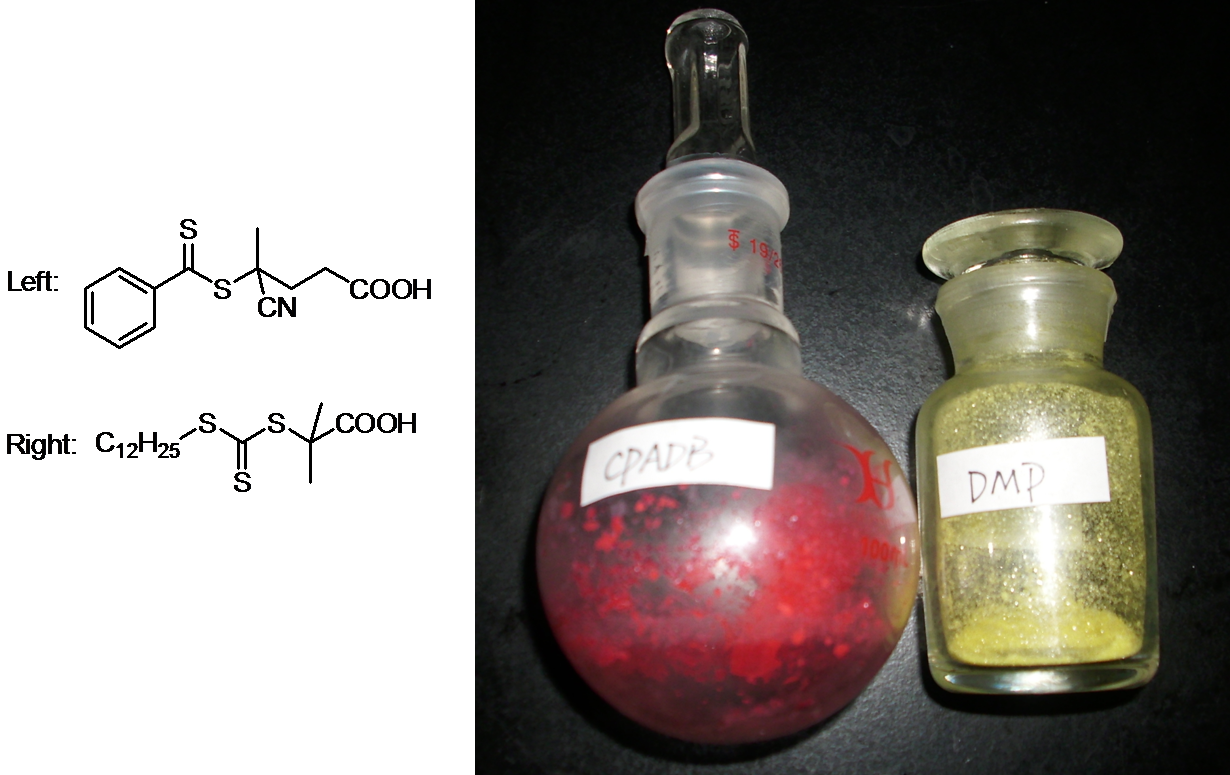
Figura 2. Dois exemplos de agentes RAFT.

Tipicamente, um sistema de polimerização por RAFT é composto por:[carece de fontes?]
- Uma fonte de radical (por exemplo, iniciador termoquímico ou a interação de radiação gama com algum reagente)
- Monômero
- Agente RAFT
- Solvente (não estritamente necessário se o monômero for líquido)

Uma temperatura é escolhida de forma que: (a) o crescimento da cadeia ocorra em uma taxa apropriada, (b) o iniciador químico (fonte de radical) forneça radicais em uma taxa apropriada e (c) o equilíbrio central do RAFT (ver posteriormente) favoreça o estado ativo em vez do estado adormecido em uma proporção aceitável.

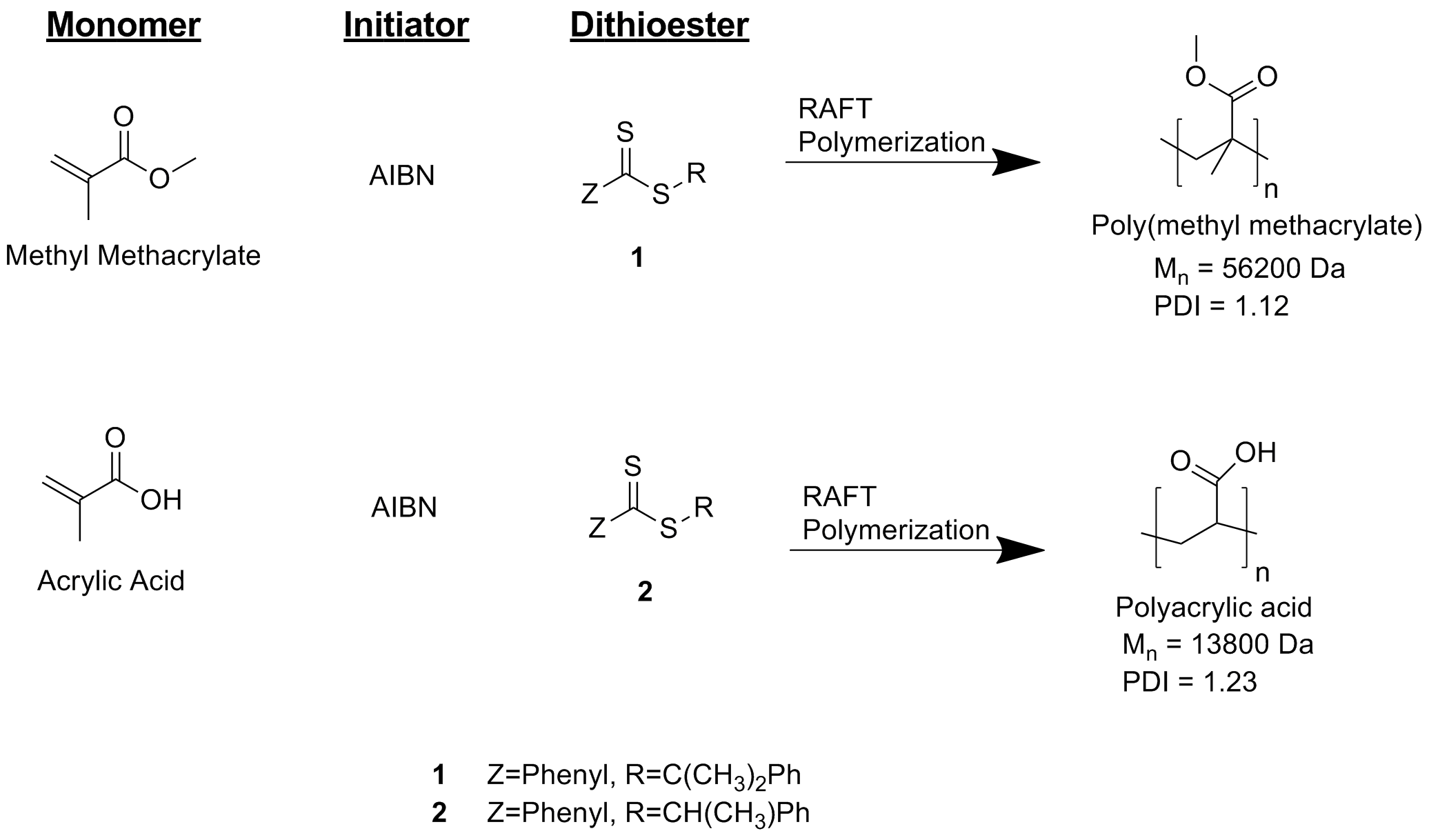
Figura 3. Exemplos dos principais reagentes e produtos em duas polimerizações RAFT.

A polimerização por RAFT pode ser realizada adicionando-se uma quantidade escolhida de um agente RAFT apropriado a uma polimerização radicalar livre convencional. Geralmente, os mesmos monômeros, iniciadores, solventes e temperaturas podem ser utilizados.[carece de fontes?]
Iniciadores radicais, como azobisisobutironitrila (AIBN) e ácido 4,4'-azobis(4-cianovalérico) (ACVA), também conhecido como ácido 4,4'-azobis(4-cianopentanóico), são amplamente utilizados como iniciadores em polimerização por RAFT.[carece de fontes?]

A Figura 3 fornece uma descrição visual das polimerizações por RAFT de poli(metacrilato de metila) e ácido poliacrílico usando AIBN como iniciador e dois agentes RAFT.[carece de fontes?]
A polimerização por RAFT é conhecida por sua compatibilidade com uma ampla variedade de monômeros em comparação com outras polimerizações radicalares controladas. Esses monômeros incluem (met)acrilatos, (met)acrilamidas, acrilonitrila, estireno e derivados, butadieno, acetato de vinila e N-vinilpirrolidona. O processo também é adequado para uso em uma ampla gama de parâmetros de reação, como temperatura ou nível de impurezas, em comparação com NMP ou ATRP.[carece de fontes?]
O grupo Z e o grupo R de um agente RAFT devem ser escolhidos de acordo com várias considerações. O grupo Z afeta principalmente a estabilidade da ligação S=C e a estabilidade do radical do aduto (Polímero-S-C•(Z)-S-Polímero, veja a seção sobre Mecanismo). Isso, por sua vez, afeta a posição e as taxas das reações elementares no pré-equilíbrio e no equilíbrio principal. O grupo R deve ser capaz de estabilizar um radical de forma que o lado direito do pré-equilíbrio seja favorecido, mas ser instável o suficiente para poder reiniciar o crescimento de uma nova cadeia polimérica. Assim, um agente RAFT deve ser projetado levando em consideração o monômero e a temperatura, uma vez que ambos esses parâmetros também influenciam fortemente a cinética e a termodinâmica dos equilíbrios de RAFT.[carece de fontes?]

### Produtos
O produto desejado de uma polimerização por RAFT é tipicamente um polímero linear com um grupo R em uma extremidade e um grupo de ditiocarbonato na outra extremidade. A Figura 4 mostra os produtos principais e subprodutos de uma polimerização por RAFT. Todos os outros produtos surgem a partir de (a) eventos de terminação de birradicais ou (b) reações de espécies químicas que se originam de fragmentos de iniciadores, indicados por I na figura. (Note que as categorias (a) e (b) se intersectam).[carece de fontes?]
A seletividade para o produto desejado pode ser aumentada aumentando a concentração do agente RAFT em relação à quantidade de radicais livres fornecidos durante a polimerização. Isso pode ser feito diretamente (ou seja, aumentando a concentração do agente RAFT) ou diminuindo a taxa de decomposição ou a concentração do iniciador.[carece de fontes?]

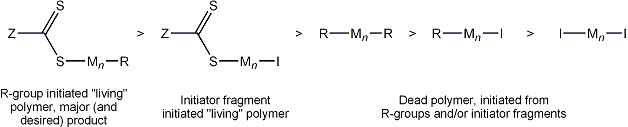
Figura 4.Produto principal de uma polimerização (esquerda) e outros subprodutos, dispostos em ordem decrescente de prevalência. Da esquerda para a direita: Polímero "vivo" derivado de iniciação pelo grupo R, principal (e desejado) produto > Polímero "vivo" derivado de iniciação pelo iniciador > Polímero "morto", derivados de grupos R e/ou fragmentos de iniciador.

## Mecanismo RAFT

### Visão geral da cinética de reação

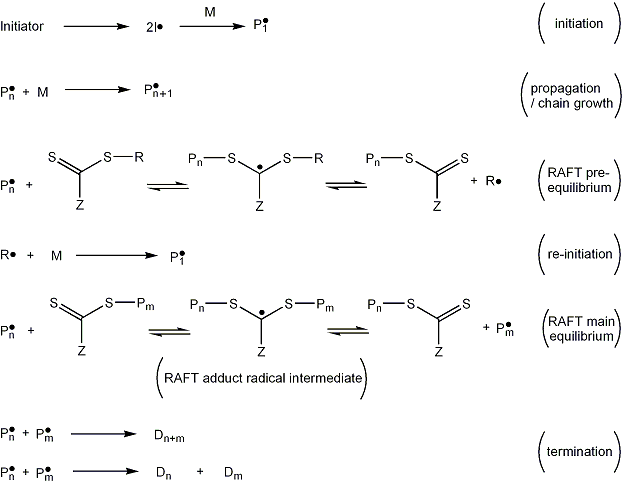
Figura 5.Mecanismo simplificado do processo RAFT.

A RAFT é um tipo de polimerização viva que envolve uma polimerização radicalar convencional mediada por um agente RAFT. Os monômeros devem ser capazes de sofrer polimerização radicalar. Existem várias etapas na polimerização por RAFT: iniciação, pré-equilíbrio, reiniciação, equilíbrio principal, propagação e terminação.
Agora o mecanismo será explicado com mais detalhes com a ajuda da Figura 5.
Iniciação: A reação é iniciada por uma fonte de radicais livres, que pode ser um iniciador radicalar em decomposição, como o AIBN. No exemplo da Figura 5, o iniciador se decompõe em dois fragmentos (I•) que reagem com uma única molécula de monômero para formar um radical polimérico em crescimento de comprimento 1, denotado como P1•.
Propagação: As cadeias radicais poliméricas em crescimento de comprimento n, na forma ativa (radicalar) Pn•, se adicionam ao monômero M para formar cadeias radicais poliméricas em crescimento mais longas, Pn+1•.
Pré-equilíbrio do RAFT: Um radical polimérico com n unidades de monômero (Pn•) reage com o agente RAFT para formar um radical aduto do RAFT. Esse radical aduto pode sofrer uma reação de fragmentação em ambas as direções, regenerando as espécies iniciais ou produzindo um radical (R•) e um agente RAFT polimérico (S=C(Z)S-Pn). Essa é uma etapa reversível em que o radical aduto do RAFT intermediário é capaz de perder tanto o grupo R (R•) quanto a espécie polimérica (Pn•).
Reiniciação: O radical do grupo que se desprende (R•) então reage com outra espécie de monômero, iniciando uma nova cadeia polimérica ativa.
Equilíbrio principal do RAFT: Esta é a parte mais importante do processo de RAFT, onde ocorre um rápido intercâmbio de radicais (e, portanto, oportunidades para o crescimento das cadeias poliméricas) entre todas as espécies que ainda não passaram pela terminação (Pn• e S=C(Z)S-Pn). Idealmente, os radicais são compartilhados igualmente, proporcionando oportunidades de crescimento iguais para as cadeias e resultando em um estreito índice de polidispersidade (PDI).
Terminação: As cadeias em sua forma ativa reagem através de um processo conhecido como terminação birradicalar para formar cadeias que não podem mais reagir, chamadas de polímeros mortos. Idealmente, o radical aduto do RAFT é suficientemente impedido de forma que não sofra reações de terminação.
Uma representação visual desse processo pode ser vista no Vídeo 1.

### Termodinâmica do equilíbrio principal do sistema RAFT
A posição do equilíbrio principal do sistema RAFT (Figura 5) é afetada pelas estabilidades relativas do aduto radical do RAFT (Pn-S-C•(Z)-S-Pm) e de seus produtos de fragmentação, ou seja, S=C(Z)S-Pn e o radical polimérico (Pm•). Se a formação do aduto radical do RAFT for suficientemente favorável termodinamicamente, a concentração da espécie ativa, Pm•, será reduzida ao ponto em que também será observada uma redução na taxa de conversão do monômero em polímero, em comparação com uma polimerização equivalente sem agente RAFT. Essa polimerização é referida como uma polimerização RAFT com retardo de velocidade.
A taxa de uma polimerização RAFT, ou seja, a taxa de conversão do monômero em polímero, depende principalmente da taxa da reação de Propagação (Figura 5), uma vez que a taxa de iniciação e de terminação são muito mais altas do que a taxa de propagação. A taxa de propagação é proporcional à concentração, [P•], da espécie ativa P•, enquanto a taxa da reação de terminação, sendo de segunda ordem, é proporcional ao quadrado [P•]2. Isso significa que, durante as polimerizações RAFT com retardo de velocidade, a taxa de formação de produtos de terminação é suprimida em maior medida do que a taxa de crescimento da cadeia.
Nas polimerizações RAFT sem retardo de velocidade, a concentração da espécie ativa P• é próxima àquela em uma polimerização convencional equivalente na ausência de agente RAFT. 
O equilíbrio principal do sistema RAFT e, portanto, o retardo de velocidade da reação, são influenciados tanto pela temperatura quanto por fatores químicos. Uma alta temperatura favorece a formação dos produtos de fragmentação em vez do aduto radical Pn-S-C•(Z)-S-Pm. Agentes RAFT com um grupo Z estabilizador de radicais, como o grupo fenil, favorecem o aduto radical, assim como os radicais de propagação cujos monômeros não possuem características estabilizadoras de radicais, por exemplo, o acetato de vinila.

### Considerações mecanísticas adicionais
Em termos de mecanismo, uma polimerização RAFT ideal apresenta diversas características. As etapas de pré-equilíbrio e re-iniciação são concluídas muito cedo na polimerização, o que significa que o principal produto da reação (as cadeias poliméricas RAFT, RAFT-Pn) começam a crescer aproximadamente ao mesmo tempo. As reações direta e reversa do equilíbrio principal do sistema RAFT são rápidas, favorecendo oportunidades de crescimento igualitárias entre as cadeias. O número total de radicais fornecidos ao sistema pelo iniciador durante o curso da polimerização é baixo em comparação com o número de moléculas do agente RAFT, o que significa que as cadeias poliméricas iniciadas pelo grupo R a partir da etapa de re-iniciação formam a maioria das cadeias no sistema, ao invés das cadeias contendo fragmentos do iniciador formadas na etapa de iniciação. Isso é importante porque o iniciador se decompõe continuamente durante a polimerização, não apenas no início, e as cadeias poliméricas resultantes da decomposição do iniciador não podem, portanto, ter uma distribuição de comprimentos estreita. Essas características mecanísticas levam a um comprimento médio de cadeia que aumenta linearmente com a conversão do monômero em polímero.
Em contraste com outras polimerizações radicalares controladas (por exemplo, ATRP), uma polimerização RAFT não alcança a evolução controlada do peso molecular e baixa polidispersidade reduzindo os eventos de terminação de bi-radicais (embora, em alguns sistemas, esses eventos possam ser reduzidos em certa medida, como mencionado anteriormente), mas sim, garantindo que a maioria das cadeias poliméricas comece a crescer aproximadamente ao mesmo tempo e experimente crescimento igual durante a polimerização.

#### Função dos grupos Z e R no agente RAFT
As diretrizes para a escolha dos grupos Z e R dependem de suas funções e dos tipos de monômeros que devem ser polimerizados.

Grupo R:
- Deve ser um bom grupo de saída homolítico em relação a Pn (desloca o equilíbrio principal em direção ao macro-CTA e ao radical R).
- Deve reiniciar a polimerização de forma eficiente.

A escolha do grupo Z afeta:
- Taxa de adição do polímero propagante ao tiocarbonil do intermediário.
- Taxa de fragmentação dos radicais intermediários.

Diretrizes existem a seleção dos grupos R e Z com base nos monômeros que se deseja polimerizar, e estas são resumidas nas Figuras 6 e 7. Os monômeros podem ser divididos em mais ativos e menos ativos, chamados de MAM e LAM, respectivamente. MAM resultará em espécies de radicais propagantes menos ativas, e o contrário ocorre para LAM. Portanto, os MAM requerem reagentes RAFT mais ativos, enquanto os LAM requerem reagentes menos ativos.

#### Frações importantes entre os componentes da reação
Durante a síntese por RAFT, algumas relações entre os componentes da reação são importantes e geralmente podem ser utilizadas para controlar ou ajustar o grau desejado de polimerização e o peso molecular do polímero.Todas as seguintes frações são relativas ao numeros de moles inicial:
- Monômero para reagente RAFT: fornece o grau esperado de polimerização (ou seja, o número de unidades de monômero em cada cadeia de polímero) e pode ser usado para estimar o peso molecular do polímero pela Equação (1) (veja abaixo). [14][12]
- Reagente RAFT para iniciador: determina os grupos terminais nas cadeias do polímero. Para a extremidade α, essa relação indica o número de cadeias que provêm do grupo R (4ª etapa na Figura 5) em relação ao número de cadeias que provêm do iniciador (2ª etapa na Figura 5). Para a extremidade ω, ela indica a proporção de cadeias de polímero adormecidas (aquelas com um tiocarbonilthio na extremidade) em relação às cadeias inativas. [12]
- Monômero para iniciador: semelhante a outras técnicas de polimerização radicalar, em que a taxa de propagação é proporcional à concentração do monômero e à raiz quadrada da concentração do iniciador.[15][12]

Equação (1):
{\displaystyle MW_{n}={\frac {(M_{0}-M_{t})}{RAFT_{0}}}MW_{M}+MW_{RAFT}}
Onde MWn é o peso molecular do polímero, M0 e Mt são as moles iniciais e finais do monômero, respectivamente, RAFT0 é a quantidade inicial de moles do agente RAFT, MWM é o peso molecular do monômero e MWRAFT é o peso molecular do agente RAFT. M0 - Mt também pode ser reescrito como M0 * X (onde X é a conversão), permitindo que o peso molecular médio do polímero seja estimado com base na conversão.

## Enz-RAFT

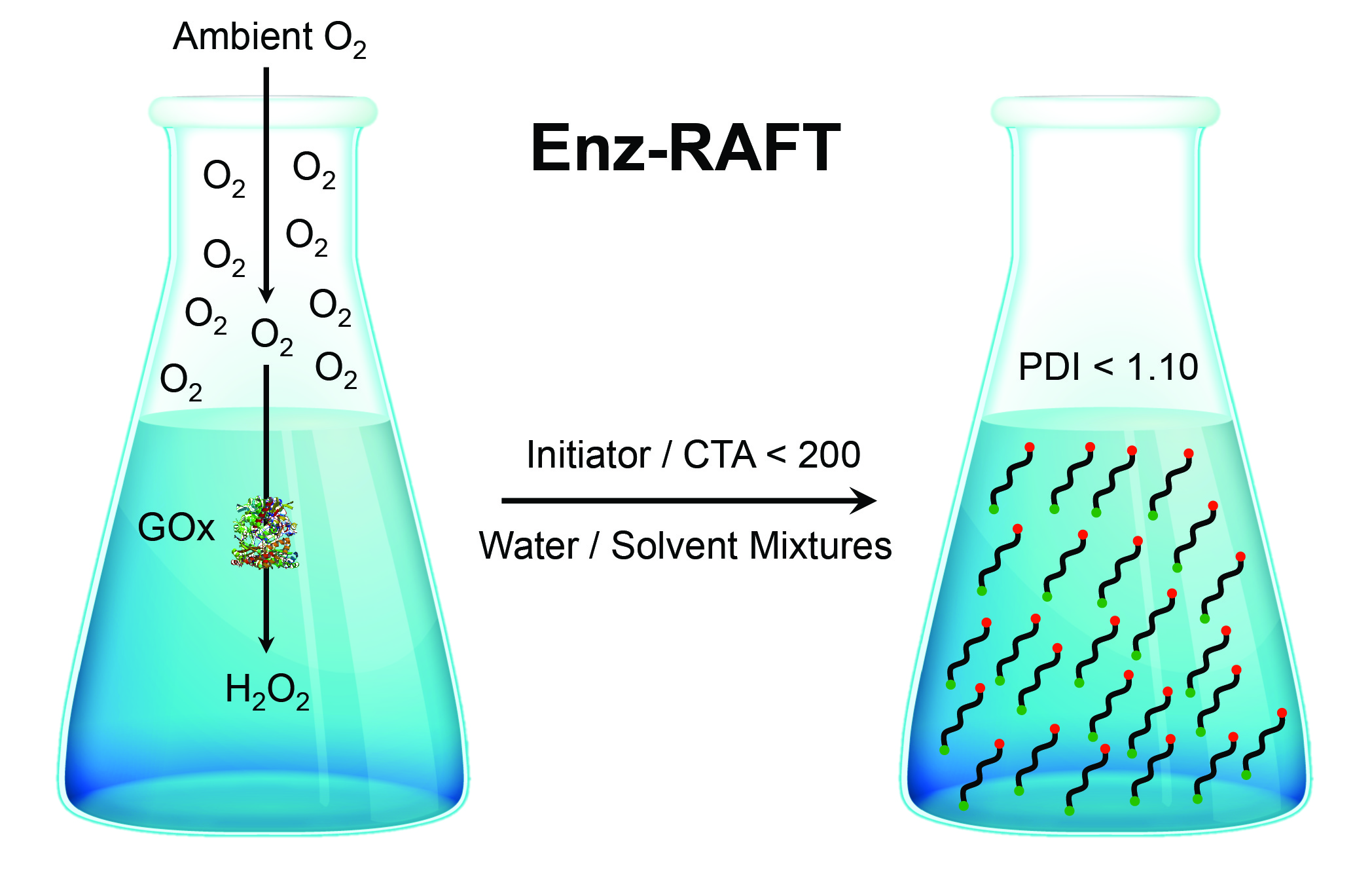
Figura 8. A glucose oxidase (GOx) é utilizada para remover o oxigênio da solução, permitindo que as polimerizações RAFT prossigam em um recipiente aberto.

Enz-RAFT é uma técnica de polimerização RAFT que permite o controle de polimerizações sensíveis ao oxigênio em um recipiente aberto. O Enz-RAFT utiliza 1-4 μM de glicose oxidase para remover o oxigênio dissolvido do sistema. Como a remoção do gás é desacoplada da polimerização, as concentrações do iniciador podem ser reduzidas, permitindo um alto controle e fidelidade dos grupos terminais. O Enz-RAFT pode ser usado em diversos sistemas de solventes orgânicos, com alta atividade em até 80% de tert-butanol, acetonitrila e dioxano. Com o Enz-RAFT, as polimerizações não exigem pré-desgaseificação, tornando essa técnica conveniente para a preparação da maioria dos polímeros por meio da técnica RAFT. A técnica foi desenvolvida no Imperial College London por Robert Chapman e Adam Gormley no laboratório de Molly Stevens.

## Aplicações
A polimerização RAFT tem sido utilizada para sintetizar uma ampla gama de polímeros com massa molecular controlada e baixa polidispersidade (entre 1,05 e 1,4 para muitos monômeros)
A polimerização RAFT é conhecida por sua compatibilidade com uma ampla gama de monômeros em comparação com outras polimerizações radicalares controladas. Alguns monômeros capazes de polimerizar por meio de RAFT incluem estirenos, acrilatos, acrilamidas e muitos monômeros vinílicos. Além disso, o processo RAFT permite a síntese de polímeros com arquiteturas macromoleculares específicas, como copolímeros em bloco, gradientes, estatísticos, pente, escova, estrela, hiper-ramificados e de rede. Essas propriedades tornam a RAFT útil em muitos tipos de síntese de polímeros.

### Copolímeros em bloco
Assim como outras técnicas de polimerização radicalar viva, a RAFT permite a extensão da cadeia de um polímero de um monômero com um segundo tipo de polímero para produzir um copolímero em bloco. Nessa polimerização, existe o desafio adicional de que o agente RAFT para o primeiro monômero também deve ser adequado para o segundo monômero, o que torna a copolimerização em bloco de monômeros de caráter altamente discrepante um desafio.
Para copolímeros em bloco, existem diretrizes diferentes para selecionar o agente macro-R para polimerizar o segundo bloco (Figura 9).
Copolímeros multibloco também foram relatados usando grupos R difuncionais ou tritiocarbonatos simétricos com grupos Z difuncionais.

### Polímeros em estrela, escova e pente
Utilizar um composto com múltiplos grupos ditio (frequentemente denominado agente multifuncional RAFT) pode resultar na formação de polímeros em forma de estrela, escova e pente. Tomando polímeros em forma de estrela como exemplo, a RAFT difere de outras formas de técnicas de polimerização radicalar viva no sentido de que tanto o grupo R quanto o grupo  Z pode formar o núcleo da estrela (ver Figura 11). Enquanto usar o grupo R como núcleo resulta em estruturas semelhantes às encontradas em ATRP ou NMP, a capacidade de usar o grupo Z como núcleo torna o RAFT único. Quando o grupo Z é usado, os braços poliméricos reativos são separados do núcleo da estrela durante o crescimento e, para ocorrer a transferência de cadeia, eles devem reagir novamente no núcleo.

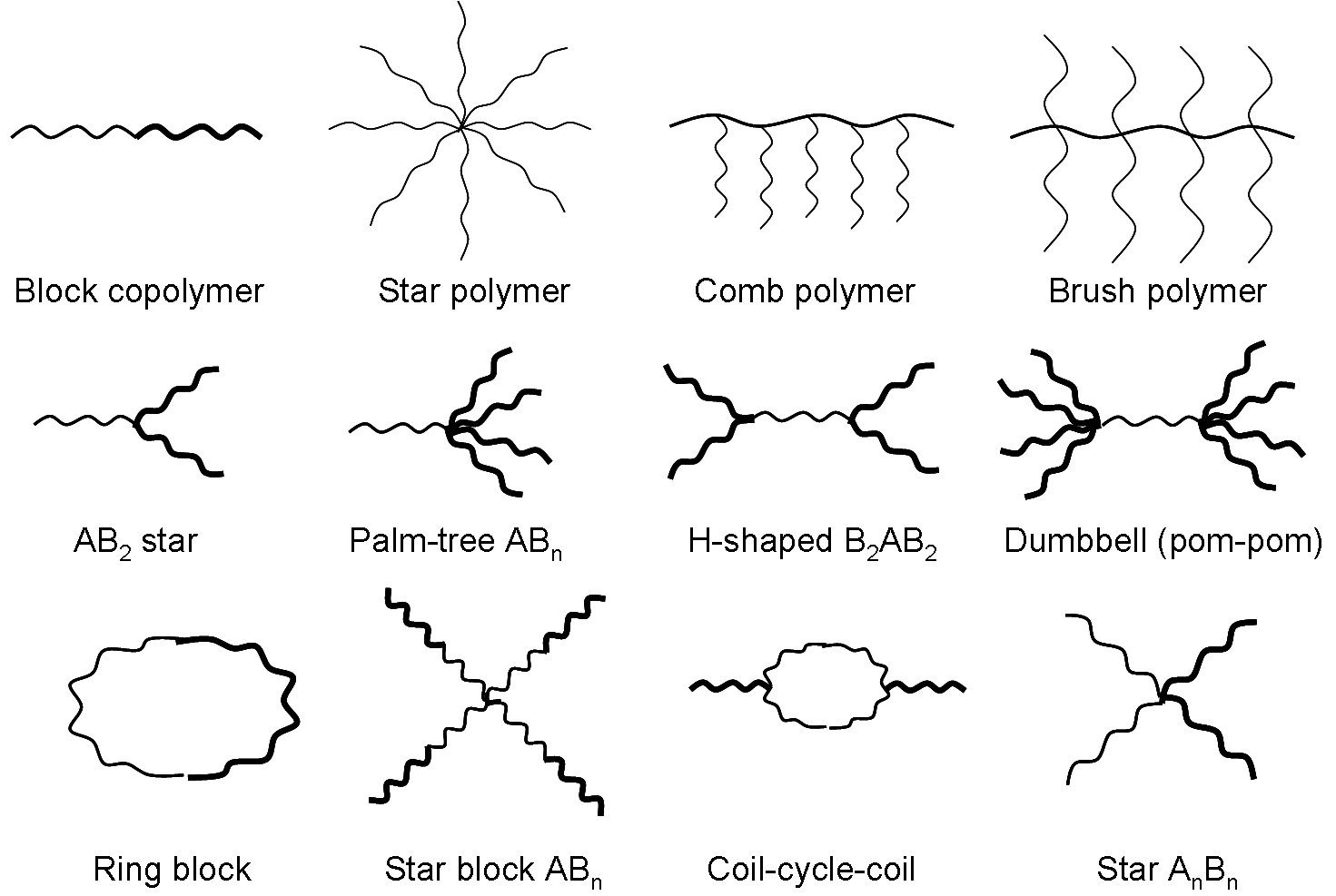
Figura 10. Arquiteturas complexas acessíveis com o processo RAFT.

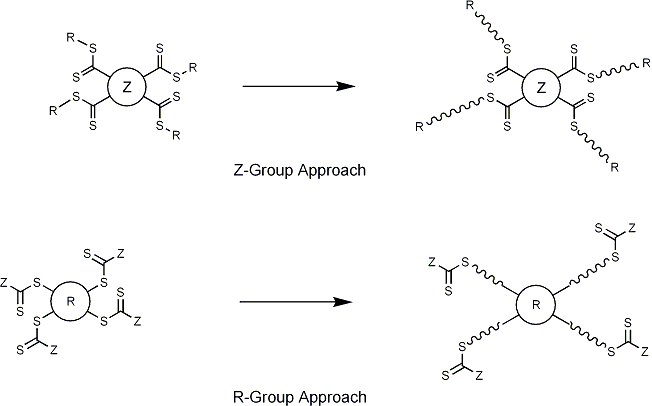
Figura 11. Abordagem RAFT pelo grupo R v.s. abordagem pelo grupo Z.

### Materiais inteligentes (Smart materials) e aplicações biológicas
Devido à sua flexibilidade em relação à escolha de monômeros e condições de reação, o processo RAFT compete de forma favorável com outras formas de polimerização viva para a geração de biomateriais. Novos tipos de polímeros podem ser construídos com propriedades únicas, como sensibilidade à temperatura e ao pH.
Materiais específicos e suas aplicações incluem conjugados polímero-proteína e polímero-droga, mediação da atividade enzimática, processos de reconhecimento molecular e micelas poliméricas que podem entregar um medicamento a um local específico no corpo. O RAFT também tem sido usado para enxertar cadeias poliméricas em superfícies poliméricas, como microesferas poliméricas.

## RAFT comparada com outras polimerizações controladas

### Vantagens
A polimerização pode ser realizada em uma ampla gama de solventes (incluindo água), em uma ampla faixa de temperatura, com alta tolerância a grupos funcionais e ausência de metais para a polimerização. A partir de 2014, a variedade de agentes RAFT disponíveis comercialmente abrange praticamente todas as classes de monômeros que podem passar por polimerização radical.

### Desvantagens
Um agente RAFT específico é adequado apenas para um conjunto limitado de monômeros e a síntese de um agente RAFT geralmente requer um procedimento sintético com multiplas etapa e subsequente purificação. Os agentes RAFT podem ser instáveis por longos períodos de tempo, são altamente coloridos e podem apresentar um odor forte devido à decomposição gradual da parte ditioster em pequenos compostos de enxofre. A presença de enxofre e cor no polímero resultante também pode ser indesejável para algumas aplicações; no entanto, isso pode ser eliminado, em certa medida, com etapas adicionais de purificação química e física.